# アイラブユーからはじめよう
『アイラブユーからはじめよう』は、1989年4月7日から6月16日にかけてTBS系列の金曜21時枠で放送されたテレビドラマ。

## 概要
TBSが“ルート246を舞台に繰り広げられる華麗なラブストーリー”と銘打った、国道246号沿いの二子玉川、渋谷、青山、赤坂などでセレブな男女たちや大学生たちが展開する恋愛ドラマ。青山通り（国道246号）が舞台。母同士が因縁を持つ二組の美人母娘と、プレイボーイの二枚目建築デザイナーをめぐり火花を散らすラブストーリー。
国民的美少女の後藤久美子の主演作品ということで注目度は高かった。加えて、当時高校入学したてで、前年夏からの高校受験のための休業からの復帰作品でもあった。
初回視聴率が5.9%と大コケし、その後も視聴率は10%台に上がることのないまま放送終了した。

## あらすじ
主人公の恋多き女、42歳の美女・氷室笙子（浅丘ルリ子）と、15歳になる娘の由季（後藤久美子）20年前に笙子と恋を争った佐藤雅恵（渡辺美佐子）と、その娘で20歳の女子大生・郁子（国生さゆり）そして女たちにモテモテな建築デザイナー・風見謙二（岩城滉一）。風見を争い、笙子と郁子、そして由季が絡んで複雑に展開する恋模様に、後半、雅恵と笙子の間の20年間前の恋愛をめぐる因縁が描かれる。バブリーな時代に、一見派手には見えるが、純粋な気持ちで「恋」に取り組んでいる女たちと一人の男をめぐる恋愛模様を描く。

## キャスト
氷室笙子：浅丘ルリ子
画廊のオーナーで、恋多き女。スポーツカーを乗りこなす。
風見謙二：岩城滉一
一級建築士かつ建築デザイナーであり、青山に自宅兼建築設計事務所をもつ。恋多き男。フェラーリに乗っている。
氷室由季：後藤久美子
笙子の1人娘。高校生。大人の世界に興味を持ち、ロストバージンの機会を伺い、風見に近づく。
佐藤郁子：国生さゆり
雅恵の娘。広島の田舎者丸出しの地味で垢抜けない女子大生。ひょんなことから由季の家庭教師となる。
佐藤雅恵：渡辺美佐子
郁子の母。20年前に笙子と1人の男性をめぐった争いに敗れ、現在は結婚して広島に住んでいる。
圭介：唐沢寿明
風見の建築事務所で働いている若手建築士。郁子のことが気になっている。
須藤：深水三章
風見建築事務所所属の建築士。風見と長年の付き合い。
美和：吉沢秋絵
郁子と同じ女子大の同級生。田舎育ちの郁子を見下しているが、遊び人の大学生トオルに弄ばれる。
チカコ：森口博子
郁子と同じ女子大の同級生。美和と仲良し。
川本タカヒデ：池部良
笙子とは昔からの付き合いで、笙子が仕事の上で兄のように慕う存在。タカ兄と呼んでいる。笙子をモノにしようと狙っている。
川本ヤスヒデ：菊池健一郎
由季の高校の同級生。タカヒデの息子。父親に反発して家出しているが、父親名義のマンションに住んでいる。由季のことが気になっている。
村部：蟹江敬三
笙子の仕事上のパートナー。笙子を狙っている。川本をライバル視。
真実一路
あかね：沢たまき
笙子の親友。
ゆうこ：辻沢杏子
風見の交際相手。バーのママ。風見と笙子が惹かれあっているのを知り張り合おうとするが、勝てないと察して身を引く。
四谷シモン
小島トオル：渡辺航
遊び人の大学生。
岡本南
久松由実
工藤正貴
安倍里葎子

## サブタイトル
1. あぶない夜の秘密（4月7日）
2. 運命みたいな（4月14日）
3. ふり向けば純愛（4月21日）
4. キレイになりたい（4月28日）
5. 戦う女たち（5月5日）
6. ふしだらな純情（5月12日）
7. ロストヴァージン（5月19日）
8. おんなになります（5月26日）
9. 突然キッス!（6月2日）
10. すき SUKI 好き（6月9日）
11. 嵐の金曜日（6月16日）

## スタッフ
- 脚本：橋本以蔵
- 演出：久世光彦、猪原達三、小川定孝
- 音楽：佐藤健
- プロデューサー：三浦寛二、太田登、片島謙二
- 浅丘ルリ子 衣裳デザイン：芦田淳（Jun Ashida）
- 渡辺美佐子 衣裳デザイン：ルリ落合

## 主題歌・挿入歌
主題歌
- SHIHO「ぎりぎり・誘惑」

挿入歌
- 安全地帯「I Love Youからはじめよう」
- 鈴木康博「届かないLOVE SONG」

## 製作
- KANOX、TBS

| TBS系 金曜21時枠連続ドラマ                  | TBS系 金曜21時枠連続ドラマ                            | TBS系 金曜21時枠連続ドラマ                   |
| 前番組                                      | 番組名                                                | 次番組                                       |
| ------------------------------------------- | ----------------------------------------------------- | -------------------------------------------- |
| はいすくーる落書 （1989年1月6日 - 3月24日） | アイラブユーからはじめよう （1989年4月7日 - 6月16日） | こちら芝浦探偵社 （1989年6月30日 - 9月22日） |